# 山崎寛子
山崎 寛子（やまさき ひろこ、1986年5月16日 - ）は、日本の作詞家、作曲家、編曲家、歌手。血液型はA型。

## 経歴
幼少期、母に連れられピアノを始める。
音楽の先生などに憧れを抱きつつ、小さい頃から「この人生は安定した職業に就いて、生まれ変わったら音楽家になろう」と考え、学生らしい日々を過ごす。
大学4年生の就活中に、本当に生まれ変われるかわからないことに気づく。
とあるシンガーソングライターの路上ライブの映像に不思議と強く心惹かれ、音楽の道が頭に浮かぶようになる。
作曲家を志した直接のきっかけは、あるドラマのBGMに感動したこと。
大学卒業後は上京し、作曲や歌をはじめ音楽と向き合う日々を送る。
ゲーム関連の楽曲提供やミュージカル音楽の担当を経て、2011年に喜多村英梨のシングル『Be Starters!』のカップリング曲「彩 -sai-」の作詞・作曲でデビュー。本格的にプロの音楽家としての活動を開始し、作曲のみならず作詞やアレンジなども手掛けるようになる。
ポップスやクラシック、ワールドミュージックなど、幅広い音楽を好む。特にピアノやストリングス、コーラスワークの効いた曲が好きで、自分の作品にも多く取り入れている。

## 楽曲を提供した主な作品

### アニメ
- 『C3 -シーキューブ-』
  - 前期ED主題歌「雪華」（作詞）
  - 後期OP主題歌「紋」（作詞）
  - キャラクターソング「いちばん優しい抱擁を」（作曲・編曲）
- 『パパのいうことを聞きなさい!』
  - OP主題歌「Happy Girl」（編曲）
  - キャラクターソング「しゃらららるんら Cute Techno RE-MIX」（編曲）
- 『スマイルプリキュア!』
  - キャラクターソング「君がいるから」（作詞・作曲・コーラス）
  - キャラクターソング「スマイル&スマイル」（作詞・作曲・コーラス）
- 『ぷちます! -PETIT IDOLM@STER-』
  - キャラクターソング「choco fondue」（作曲）
  - キャラクターソング「Closet Fashion Lover」（作曲）
- 『イナズマイレブンGO』
  - キャラクターソング「瞳の中にキミがいる」（作曲）
- 『みなみけ』
  - キャラクターソング「プレーンな毎日」（作曲・編曲）
- 『変態王子と笑わない猫。』
  - ED主題歌「Baby Sweet Berry Love」（作詞）
- 『ドキドキ!プリキュア』
  - キャラクターソング「星空の帰り道」（作詞）
- 『絶対防衛レヴィアタン』
  - キャラクターソング「A Girl」（作曲・編曲）
- 『イナズマイレブンGO』
  - ED主題歌「ファッション☆宇宙戦士」（作詞）
- 『映画 プリキュアドリームスターズ!』
  - ED主題歌「君を呼ぶ場所」（作詞（大久保薫と共同））

### ゲーム
- 『円卓の生徒』
  - 主題歌「Destiny」（作曲・編曲）
- 『水平線まで何マイル?』
  - ED主題歌「Over〜夜空の約束〜」（作詞）
- 『アイドルマスター SideM』
  - 「マイドラマティックヒロイン」（作詞）
  - 「カラフル・シンメトリー」（作詞）

### ゲームアプリ
- 『白猫プロジェクト』
  - 3周年記念イベント「ゼロクロニクル～始まりの罪～」挿入歌
    - 「Ray―はじまりのセカイ―」(作詞・作曲・編曲・歌)

  - 4周年記念イベント「WORLD END～運命の光〜」挿入歌
    - 「Lux―最後の約束―」(作詞・作曲・編曲・歌)

  - イベント「パイレーツシンフォニア」挿入歌
    - 「Hymnus」(作詞・作曲・編曲)
    - 「Oratio」(作詞)

  - 5周年記念イベント「DARK RAGNAROK ～黒の後継者～」挿入歌
    - 「DARK RAGNAROK」(作詞・作曲・編曲)
    - 「SHINE」(作詞・作曲・編曲・歌)

  - 6周年記念イベント「Original Horizon 〜受け継がれし絆〜」挿入歌
    - 「Dual Faith」(作詞)
    - 「Hope」(作詞・作曲・編曲・歌)

  - 7周年記念イベント「〜白と黒の章〜 光と闇が紡ぐ未来」挿入歌
    - 「Stand for Everlasting｣（作詞)
    - 「One」(作詞・作曲・編曲・歌)

  - 8周年記念イベント「Fragment Versus」挿入歌
    - 「Against」(作詞)
    - 「Will」(作詞・作曲・編曲・歌)

### アーティスト
- 喜多村英梨
  - 「彩 -sai-」（作詞・作曲）
  - 「紋」（作詞）
  - 「雪華」（作詞）
  - 「Happy Girl」（編曲）
  - 「ココロノリズム」（作詞・作曲）
  - 『RE;STORY』収録曲
    - 「re;story」（作詞・作曲・編曲・プログラミング）
    - 「足跡」（作詞）
    - 「My Singing」（作詞）

  - 「Destiny」（作曲・編曲）
  - 「Over〜夜空の約束〜」（作詞）
  - 「Lifetime Trader」（作曲・編曲）
  - 『証×明 -SHOMEI-』収録曲
    - 「証×炎 -SHOEN-」（作詞・作曲・編曲）
    - 「月詠ノ詩」（作詞・作曲・編曲）
    - 「Nonfictionista」（作詞）
    - 「Sha-le-la」（作詞・作曲）

- 堀江由衣
  - 「秘密〜プロローグ〜」（作曲・編曲）
  - 「星空に願いを」（編曲）

- 田村ゆかり
  - 「雨のパンセ」（作曲）

- ゆいかおり
  - 「ゆびきりCalendar」（作曲・編曲）
  - 「marble」（作曲・編曲・ストリングスアレンジ）

- 小倉唯
  - 「Baby Sweet Berry Love」（作詞）

- 金元寿子
  - 「青春Traveler」（作曲）

- すとぷり
  - 「3月のオレンジ」（作詞・作曲・編曲）

- AMPTAKxCOLORS
  - 「夏の流星」（作詞・作曲・編曲）
  - 「冬の大三角」（作詞・作曲・編曲）

- Bitter & Sweet
  - 「恋心」（作詞・作曲・共編曲）
当初は田﨑あさひへの提供曲
- 桜参白穂（斎藤千和）、サヴェレンティ（井口裕香）
  - キャラクターソング「いちばん優しい抱擁を」（作曲・編曲）」（作詞）

- 柚木涼香
  - 「めぐり合い」（作詞・作曲・編曲）

- M4!!!!
  - 「Dear my friend」(作詞)
  - 「My Sweet Shine」(作詞)

- 山崎寛子（本人）
  - 「bitter sugar」（作詞・作曲・編曲）
  - 「おひとりさま」（作詞・作曲・編曲）

### 音楽担当
- TVアニメ「妻、小学生になる。」
- TVアニメ「忘却バッテリー」

## ディスコグラフィ

### 配信シングル
| 発売日         | タイトル       | 収録楽曲                          | 備考 |
| -------------- | -------------- | --------------------------------- | ---- |
| 2013年12月25日 | しあわせな食卓 | 「bitter sugar」 「おひとりさま」 |      |

### 歌唱楽曲
| 発売日        | 商品名                           | 楽曲                      | 備考                                                                                     |
| ------------- | -------------------------------- | ------------------------- | ---------------------------------------------------------------------------------------- |
| 2017年12月8日 |                                  | 「Ray―はじまりのセカイ―」 | ゲーム『白猫プロジェクト』4周年記念イベント「WORLD END～運命の光〜」挿入歌               |
| 2018年        |                                  | 「SHINE」                 | ゲーム『白猫プロジェクト』5周年イベントエンディングソング                                |
| 2018年7月25日 |                                  | 「Lux―最後の約束―」       | ゲーム『白猫プロジェクト』イベント「パイレーツシンフォニア」挿入歌                       |
| 2020年8月20日 |                                  | 「Hope」                  | ゲーム『白猫プロジェクト』7周年記念イベント「白と黒の章 光と闇が紡ぐ未来」挿入歌         |
| 2021年7月19日 | 白猫プロジェクト Song Collection | 「One」                   | ゲーム『白猫プロジェクト』7周年イベント「白と黒の章 光と闇が紡ぐ未来」エンディングテーマ |